# علم أعصاب الاختلافات الجنسية

علم أعصاب الاختلافات الجنسية (بالإنجليزية: Neuroscience of sex differences) هو التخصص الذي يدرس خصائص الدماغ، والتي تُفَرّق بين دماغ الأنثى، ودماغ الذكر. ويعتقد البعض أن الاختلافات بين الجنسين ما هي إلا اختلافاتٍ نفسية، تعكس التفاعل بين الجينات، والهرمونات، وتعاليم المجتمع. وكل هذا بالطبع لهتأثير على نمو الدماغ طوال فترة حياة الفرد.
بعض الأدلة من الشكل الخارجي للدماغ (brain morphology)، ودراسة وظائفه أخبرتنا أننا لا يمكن أن نُطابِق بين دماغيّ الأنثى والذكر، لا من الناحية التركيبية، ولا من الناحية الوظيفية؛ هذا لأن بعض الأجزاء من الدماغ تختلف حسب اختلاف الجنس –أي أنها (ثنائية الجنس_sexually dimorph).
لاحظَ الخبراء أن الأجزاء الجنسية العصبية لدى البشر، لا توجد إلا بشكلٍ متوسط، مع وجود بعض التداخلات. وجدوا أيضًا أنه لم يُعرَق بعد ما مدى تأثير علم الوراثة، أوعلم البيئة على الدماغ حتى مرحلة البلوغ.

## تاريخ
هناك العديد من الأفكار التاريخية، عن الفرق بين دماغيّ الرجل والمرأة. بدأت منذ زمن فلاسفة اليونان القدامى، أي قبل حوالي (850) سنة قبل الميلاد، حيثُ ادعى أرسطو أن الذكور لا تأتيهم روحهم إلا بعد الحمل بمدة تساوي (40) يومًا، بينمى الفتيات تتلقى أرواحها بعد الحمل بمدة (80) يومًا. وفي عام (1854)، اكتشف (إيميل هوسكة_Emil Huschke) أن (الفص الخلفي_frontal lobe) لدماغ الذكور، أكبر بنسبة (1%) منه في دماغ الإناث.
ومع التطورات التي حدثت في القرن التاسع عشر، بدأ العلماء في دراسة الدماغ البشري، واستنباط كيف يمكن أن يختلف بشكل ثنائي بين الذكور والإناث. وحتى منذ (25) عامًا، توصل العلماء إلى العديد من المناطق الدماغية التي تختلف ثنائيًا بين الذكور والإناث، لكنهم لم يستنتجوا أن هذه الاختلافات متعلقة بالنوع، ولا أن النوع قد يؤثر تأثيرًا بالغًا على العمليات اليومية التي يقوم بها الدماغ. فعن طريق الكثير من الدراسات على الجزيئات، والحيوان، و(التصوير العصبي_neuroimaging studies)، توصل العلماء لقاعدة بيانات تخبرنا بالاختلافات الجنسية بين دماغيّ الرجل والمرأة. وكيف لهما أن يختلفا تركيبيًا ووظيفيًا.

## التغييرات التطورية

### الانتقاء الجنسي
يُعتقد أن الاختلاف في القدرة على تعلم الأشياء بين الجنسين، تُعزى إلى ما يسمى بالانتخاب الجنسي، وهو ما يحدث بسبب تفضيل الفرد لشريك ما جنسيًا أثناء تطورهما. وُجِدَ أن منطقة (الحصين_hippocampus) تنشط نشاطًا موسميًا في بعض الثدييات: حيث تنشط في فترات التكاثر، ولكنها تبقى خاملة أثناء فترة السُبات؛ يحدث هذا بسبب أن تعلمها المكاني ينشط أكثر خلال موسم التكاثر .

## مقارنة بين دماغ الرجل، ودماغ المرأة تشريحيًا

### الاختلافات في النصف المخيخي
هناك نظرية مشهورة نوعًا ما فيما يتعلق بالوظائف اللغوية للإنسان، تقول إن النساء تستخدمن منطقتي (نِصْفُ الكُرَةِ المُخَيخِيَّة_Hemisphere)، والموجودتين في دماغهن بشكل متساوٍ، في حين ان الرجال يستخدمن الجزء الأيسر منها بشكل أقوى كثيرًا. هذه النظرية لاقت دعمًا كبيرًا في البداية، عندما أُقيمت دراسة على (19) رجلًا و (19) امرأة. وجدت هذه الدراسة أن الرجال يخصصون جانبًا معينًا في المخ، عندما يتعلق الأمر بالمهام اللغوية الثلاثة –والتي اعتنت بهم الدراسة-. في عام (2008)، قال بعض الباحثون إن العديد من الدراسات أُقيمت لمحاولة الوصول لنتائج تتطابق مع هذه –من الدراسة الأولى التي سبُق ذكرها-، لكنهم فشلوا. في حين أن (التحليل البُعدي_meta-analysis) (ل 29) دراسة أقيمت لمقارنة أداء لوظائف اللغوية لدى الرجال والنساء، لم تجد أي اختلاف يذكر. على أية حال، في عام (2013(، توصل مجموعة من الباحثين في (كلية الطب بيرلمان في جامعة بنسلفانيا_Perelman School of Medicine at the University of Pennsylvania) إلى بعض الاختلافات الجوهرية، في الوصلات العصبية بين الرجال والنساء. لقد استخدمت هذه الدراسة (التصوير الاشعاعي بالانتشار للعضلة الشاذّة_diffusion tensor imaging) –وهو استخدام التصوير بالرنين المغناطيسي، ببرمجيات معينة، لتوليد صور من البيانات التي نتجت. وهو يستخدم انتشار الماء لتوليد تباين يرسم صور من بيانات الرنين المغناطيسي- من (949) شخصًا تتراوح أعمارهم من (8) إلى (22) عامًا. توصلت هذه الدراسة إلى أنه: في جميع (مناطق فَوقَ الخَيمَة_supratentorial)، كان الاتصال في منطقة النصف المخيخي في النساء كبيرًا في النساء والأطفال، لكنه كان أكبر في الرجال والصبيان. الفروق التي تم التوصل إليها في التوصيلات العصبية تلك يمكن إهمالها حتى سن (13) عامًا، لكنها تظهر جلية في الأفراد من سن (14) إلى (17) عامًا (13). إذا نظرنا للقضية من منظور التأثير على السلوكيات، يقول مؤلفي الدراسة: «تشير النتائج إلى أن الادمغة في الذكور منظمة أصلًا لتسهيل الاتصال بين الإدراك، والتصرفات المُنظمة، في حين أن عقول السيدات منظمة أكثر لتسهيل الاتصال بين أسالب المعالجة التحليلية والبديهية.».

### اللوزة
لقد أثار البحث في مجال علاقة اللوزة بالاختلافات الجنسية بين البشر العديد من الجدل؛ بسبب نتائجه المتضاربة. بعد تصحيح الاعتقاد باختلاف الحجم الكلي للدماغ بين الرجل والمرأة، أشار التحليل البعدي في عام (2016) إلى ان اللوزة حجمها متساوي في الجنسين، وأنها ليست أكبر في أيًا منهم  إلا أن بعض الدراسات تقول إن هناك اختلافًا في درجة نشاطها بين الرجال والنساء عند مشاهدة مشاهد عاطفية مُحرِكة كما يقول (شينيل وآخرون_Schienle et al) في عام (2005)، و(جولدشتاين وآخرون_Goldstein et al) –في 2010). وأنها في هذه الحالة تنشط أكثر في الرجال عن النساء كما يقول (سيرجيري وآخرون_ (Sergerie et al. قامت بعدها العديد من الدراسات على محفزات مماثلة، هذا المرة عن مشاهد بها مشاعر امومة، لكنها أبلغت عن استجابة أكبر للأمومة عد النساء، كما يقول: (كلاين وآخرون_Klein et al) في عام (2003)، و(مكلور وآخرون_ McClure et al) في عام (2004)، و(هوفر وآخرون_ Hofer et al) في عام (2006)، و(دوميز وآخرون_Domes et al) في عام (2010). هناك آخرون قالو انه لا توجد اختلافات في اللوزة بين الجنسين على الإطلاق، ومنهم: (وريس وآخرون_Wrase et al) في عام (2003)، (كاسيراس وآخرون_Caseras et al) في عام (2007)، (أليمان وسوارت_Aleman and Swart) في عام (2008). كما نرى هناك العديد من التخبطات بخصوص دور اللوزة والاختلافات بين الجنسين، يرجع هذا لكونها (تعتمد على التكافؤ_valence-dependent). بالإضافة إلى أنه بعض الباحثين يقولون إنه  لقد كشف تحليل الارتباط أن سمك المادة الرمادية. والتي تبطن الدماغ متساوٍ في الرجال والنساء.